# ジャン＝クリストフ・ブノワ
ジャン＝クリストフ・ブノワ（Jean-Christophe Benoît, 1925年3月18日 - 2019年2月21日）は、フランスのバリトン歌手。
パリ出身。パリ音楽院でオリヴィエ・メシアンとノエル・ギャロンに音楽理論、ガブリエル・デュボワに声楽を学んだ。音楽院在学中から歌手活動を行う。フランク・マルタンからオラトリオ『ピラト』を献呈されたり、ジャン＝ミシェル・ダマーズの『マダム・ド…』の世界初演に参加したりするなど、同時代の音楽を得意とした。1970年から1990年まで母校のパリ音楽院で教鞭を執った。
パリにて没。